# Dicranomyia (Dicranomyia) ambigua
Dicranomyia (Dicranomyia) ambigua is een tweevleugelige uit de familie steltmuggen (Limoniidae). De soort komt voor in het Neotropisch gebied.